# Vincent Borg Bonaci
Vincent Borg Bonaci (11 dicembre 1943 – Floriana, 19 agosto 2006) è stato un calciatore maltese, di ruolo portiere.

## Carriera

### Club
Ha cominciato nella squadra locale del Pasto FC, per poi fare tutta la trafila delle giovanili al Valletta. Ha giocato quasi tutta la sua carriera al Valletta, ad esclusione di un breve passaggio al St. George's.

### Nazionale
Ha collezionato otto presenze con la propria Nazionale.

## Statistiche

### Cronologia presenze e reti in Nazionale
| Cronologia completa delle presenze e delle reti in nazionale ― Malta | Cronologia completa delle presenze e delle reti in nazionale ― Malta | Cronologia completa delle presenze e delle reti in nazionale ― Malta | Cronologia completa delle presenze e delle reti in nazionale ― Malta | Cronologia completa delle presenze e delle reti in nazionale ― Malta | Cronologia completa delle presenze e delle reti in nazionale ― Malta | Cronologia completa delle presenze e delle reti in nazionale ― Malta | Cronologia completa delle presenze e delle reti in nazionale ― Malta |
| Data                                                                 | Città                                                                | In casa                                                              | Risultato                                                            | Ospiti                                                               | Competizione                                                         | Reti                                                                 | Note                                                                 |
| -------------------------------------------------------------------- | -------------------------------------------------------------------- | -------------------------------------------------------------------- | -------------------------------------------------------------------- | -------------------------------------------------------------------- | -------------------------------------------------------------------- | -------------------------------------------------------------------- | -------------------------------------------------------------------- |
| 27-4-1969                                                            | Gżira                                                                | Malta                                                                | 1 – 3                                                                | Austria                                                              | Amichevole                                                           | -3                                                                   |                                                                      |
| 21-4-1971                                                            | Lucerna                                                              | Svizzera                                                             | 5 – 0                                                                | Malta                                                                | Qual. Euro 1972                                                      | -                                                                    | 32’                                                                  |
| 12-5-1971                                                            | Londra                                                               | Inghilterra                                                          | 5 – 0                                                                | Malta                                                                | Qual. Euro 1972                                                      | -3                                                                   | 49’                                                                  |
| 18-6-1971                                                            | Il Pireo                                                             | Grecia                                                               | 2 – 0                                                                | Malta                                                                | Qual. Euro 1972                                                      | -2                                                                   |                                                                      |
| 14-11-1971                                                           | Gżira                                                                | Malta                                                                | 0 – 2                                                                | Ungheria                                                             | Qual. Mondiali 1974                                                  | -2                                                                   |                                                                      |
| 8-12-1971                                                            | Gżira                                                                | Malta                                                                | 1 – 1                                                                | Algeria                                                              | Amichevole                                                           | -1                                                                   |                                                                      |
| 15-3-1972                                                            | Algeri                                                               | Algeria                                                              | 1 – 0                                                                | Malta                                                                | Amichevole                                                           | -1                                                                   |                                                                      |
| 30-4-1972                                                            | Vienna                                                               | Austria                                                              | 4 – 0                                                                | Malta                                                                | Qual. Mondiali 1974                                                  | -4                                                                   |                                                                      |
| Totale                                                               |                                                                      | Presenze                                                             | 8                                                                    |                                                                      | Reti                                                                 | 16                                                                   |                                                                      |